# Kanton Senlis
Kanton Senlis (fr. Canton de Senlis) je francouzský kanton v departementu Oise v regionu Hauts-de-France. Skládá se ze 14 obcí. Před reformou kantonů 2014 ho tvořilo 17 obcí.

## Obce kantonu
od roku 2015:
- Aumont-en-Halatte
- Avilly-Saint-Léonard
- Chamant
- La Chapelle-en-Serval
- Courteuil
- Fleurines
- Mont-l'Évêque
- Mortefontaine
- Orry-la-Ville
- Plailly
- Pontarmé
- Senlis
- Thiers-sur-Thève
- Vineuil-Saint-Firmin

před rokem 2015:
- Aumont-en-Halatte
- Avilly-Saint-Léonard
- Barbery
- Chamant
- La Chapelle-en-Serval
- Courteuil
- Montépilloy
- Mont-l'Évêque
- Mortefontaine
- Ognon
- Orry-la-Ville
- Plailly
- Pontarmé
- Senlis
- Thiers-sur-Thève
- Villers-Saint-Frambourg
- Vineuil-Saint-Firmin